# Австрійські Нідерланди
Австрійські Нідерланди (нім. Österreichische Niederlande; фр. Pays-Bas Autrichiens; нід. Oostenrijkse Nederlanden; лат. Belgium Austriacum) — назва території Бельгії, яка за умовами Утрехтського миру 1713 року відійшла від Іспанії до Австрії внаслідок війни за іспанську спадщину. Австрійські Нідерланди входили до складу володінь Габсбургів формально до 1797 (фактично до 1794).

## Історія
Після того як іспанська лінія Габсбургів згасла, і внаслідок війни за іспанську спадщину раніше іспанські Нідерланди перейшли до австрійської гілки дому Габсбургів, у 1714 році утворилися Австрійські Нідерланди.
Союзні переможці у війні виступали єдиним фронтом проти французької експансії. Для південних Нідерландів це означало розміщення голландських військ у низці стратегічних фортець та міст. Одночасно Шельда залишалася закритою для морської торгівлі, що стримувало економічне відродження колишнього світового торгового центру — міста Антверпен. Це положення було закріплено у так званому Бар'єрному договорі.
Через це заснована Остендська компанія не змогла повноцінно використовувати найбільш зручний морський порт країни, що значно загальмувало її розвиток.
Першим губернатором був принц Євгеній Савойський, якого представляла його довірена особа Ерколе Турінетті де Прі. Іншою причиною, чому намісництво не було підтримки з боку маєтків і населення, може бути й той факт, що князь ніколи особисто не став намісником. 1724 р. сестра імператора Карла VI. Ерцгерцогиня Марія-Єлизавета генерал-губернатор, а потім у 1744 році Карл Олександр Лотарингський, який правив разом зі своєю дружиною Марією Анною перший рік. Під час війни за австрійську спадщину вони були завойовані французькими військами під проводом маршала Германа Моріца фон Заксена в 1745–1748 роках.окуповані. 1780 правив князь Георг Адам фон Штархемберг , 1781 Альберт Казимир герцог Саксен-Тешенський. Марія Крістіна ерцгерцогиня Австрії стала співрегентом у тому ж році . Після короткочасної незалежної «Республіки Сполучених Нідерландів » у 1790 році Карл Людвіг ерцгерцог Австрії був останнім губернатором з 1793 по 1794 рік.
До завоювання Францією під час Першої коаліційної війни країною керували губернатори з Брюсселя.

### Об'єкт обміну
Австрійські Нідерланди неодноразово пропонувалися Габсбургами іншим державам як об'єкт обміну. У Семирічній війні Франція мала отримати його за допомогу у відвоюванні Сілезії. Поштовхом до війни за баварську спадщину став план обміну з Палатином (австрійські Нідерланди проти Баварії), якому Пруссія та коаліції німецьких князів завадили. До речі, під час Французьких революційних воєн після 1793 року Пруссія все ще давала свою згоду на плани австро-баварського обміну, щоб отримати згоду Австрії на другий поділ Польщі, узгоджений між Росією та Пруссією. Однак цей проект більше не був здійсненним: Австрія на короткий час відвоювала південні Нідерланди після революції Брабанту та першої французької окупації, але остаточно втратила її від французьких революційних армій ще в 1794 році. Пруссія визнала новий французький acquis в 1795 році, і, нарешті, Австрія була змушена поступитися втрачені володіння Франції за миром Кампо-Форміо в 1797 році і отримала окуповану Францією Венецію в якості компенсації .

### Брабантська революція та Сполучені Штати Бельгії
Жителі країни масово чинили опір централістичним і просвітницько-абсолютистським реформам імператора Йосифа II ( йосифінізм ). Цей опір завершився Брабантською революцією 1789 року та проголошенням Республіки Сполучених Бельгійських Штатів у 1790 році. Брату і наступнику Йосипа, Леопольду II, вдалося покласти край заворушенням, але не подолати антагонізм різних патріотичних рухів, що виникали в той час як носії бельгійської націоналізації .
У 1792 році австрійські Нідерланди були вперше окуповані французькими революційними арміями, після австрійської реконкісти в 1793 році, а потім знову в 1794 році французами і офіційно приєднані до Франції 1 жовтня 1795 року. У 1797 році Австрія офіційно передала австрійські Нідерланди Франції за миром у Кампо-Форміо. Люневільський мир підтвердив це в 1801 році також від імені Священної Римської імперії .

## Економіка
Утрехтський мир (1713) ознаменував кінець безперервної низки воєн Людовіка XIV, яка тривала понад сорок років і завдала значної шкоди економіці Південних Нідерландів.
У першій половині XVIII століття економіка Австрійських Нідерландів загалом перебувала у стані стагнації, однак після Ахенського миру 1748 року почалося поступове економічне відновлення та розвиток. Цьому сприяли економічні реформи імператриці Марії-Терезії та її намісника Карла Лотарінгського.
Для захисту внутрішнього ринку від іноземної конкуренції впроваджувався комплекс заходів, подібний до економічної політики Кольбера у Франції, тобто політика меркантилізму. Крім того, австрійська влада активно розвивала інфраструктуру: велося будівництво потужної мережі шосейних доріг та судноплавних каналів. Також удосконалювалася портова інфраструктура міста Остенде, який став головним морським портом Австрійських Нідерландів, тоді як Антверпен втратив цю роль через блокування гирла Шельди Північними Нідерландами.
У країні розвивалося мануфактурне виробництво. На фарфоровій мануфактурі в Турне працювало кілька сотень робітників. У Брюсселі діяли мануфактури Сімонс, що спеціалізувалися на будівництві карет.
У регіоні Шарлеруа вже на початку XVIII століття фактично розпочалася промислова революція. Тут активно розвивалися видобуток вугілля, Чорна металургія та виробництво віконного й пляшкового скла. Уже у XVIII столітті в цьому регіоні почали використовувати парові машини.
У містах зберігалася цехова організація ремесел. У деяких сільських районах було поширене виробництво, організоване за принципом розсіяної мануфактури — наприклад, виготовлення цвяхів у регіоні Шарлеруа та текстильне виробництво у Фландрії.

## Культура
У XVIII столітті культура Австрійських Нідерландів насамперед орієнтувалася на Францію. Французький вплив був надзвичайно сильним у всіх видах мистецтв. Уже 1700 року в Брюсселі відкрився театр Ла Монне, де переважно ставилися французькі опери.
Порівняно з попереднім століттям, південнонідерландське (фламандське) мистецтво XVIII століття було менш оригінальним — це століття не породило художників рівня Рубенса або Ван Дейка. Серед скульпторів можна відзначити Лорана Дельво (фр. Laurent Delvaux), а серед живописців — Пітера Йозефа Верхагена (нід. Pieter-Jozef Verhaghen), який продовжував традиції Рубенса.
В архітектурі активно запозичувалися французькі «стилі Людовиків». Церковне будівництво у цей період було відносно незначним, але водночас активно зводилися та перебудовувалися будинки та палаци буржуазії й дворянства. Особливо інтенсивне цивільне будівництво спостерігалося у другій половині століття — період економічного зростання. Значна кількість буржуазних і дворянських резиденцій того часу збереглася в Генті, де їх називають «готелі» (у значенні — міські палаци або особняки).
Найважливішими архітекторами гентських «готелів» були Бернар де Вільде (нід. Bernard de Wilde) та Давид'т Кіндт (David't Kindt).
У середині XVIII століття старий Двір Нассау у Брюсселі було перебудовано під Палац Карла Лотарингського. Наприкінці століття у Брюсселі з’явився містобудівний ансамбль Королівського району, до якого входять Королівська площа та Брюссельський парк. Цей ансамбль є характерним прикладом містобудування епохи класицизму.
Французька мова домінувала в культурному житті, зокрема у фламандських провінціях, принаймні серед вищих класів. Водночас, розмовною мовою більшості населення залишалися різні діалекти нідерландської мови.
Однак наприкінці XVIII століття почав пробуджуватися інтерес до рідної мови серед частини фламандської інтелігенції. У 1788 році журналіст Ян Баптіст Верлой (нід. Jan Baptist Verlooy) опублікував памфлет-маніфест Verhandeling op d'Onacht der moederlyke Tael in de Nederlanden («Трактат про неповагу до рідної мови в Нідерландах»). Під «Нідерландами» автор мав на увазі саме Австрійські Нідерланди. У цьому творі Верлой закликав визнати нідерландську мову як повноцінну, уніфікувати її орфографію та впровадити її в освіту й театр.

## Повноважні міністри
Повноважні міністри в Австрійських Нідерландах (французькі Ministres plénipotentiaires des Pays-Bas autrichiens) були заступниками генерал-губернаторів і фактичними главами урядів.
- 1714-1716: Йозеф Лотар фон Кенігсегг-Ротенфельс
- 1716-1724: Ерколе Турінетті де Прі
- 1725-1725: Віріх Філіп від і до Дауна
- 1726-1732: Джуліо Вісконті Борромео Арезе
- 1732-1743: Фрідріх Август з Гаррах-Рорау
- 1743-1744: Карл Фердинанд фон Кенігсегг-Ерпс
- 1744-1746: Венцель Антон Кауніц
- 1748–1749: Карл Йозеф Баттьяні
- 1749-1753: Антоніото Ботта Адорно
- 1753-1770: Йоганн Карл Філіп, граф Кобенцль
- 1770-1783: Георг Адам зі Стархемберга
- 1783-1787: Людовіко ді Бельджжозо
- 1787–1787: Джозеф Джейкоб Ерл Мюррей де Мелгум ( тимчасово )
- 1787-1789: Фердінанд фон Трауттмансдорф
- 1789-1790: Філіп Кобенцльський
- 1790-1791: Флорімон Клод з Милосердя-Аржанто
- 1791-1792: Франц Георг Карл фон Меттерніх
- 1792–1793: перша французька окупація
- 1793–1794: Франц Георг Карл фон Меттерніх (останній міністр)